# Igor Davidovics Ojsztrah
Igor Davidovics Ojsztrah (Odessza, 1931. április 27. – Moszkva, 2021. augusztus 14.) orosz hegedűművész, David Ojsztrah fia.

## Pályafutása
Első tanára apja volt, de a háború miatt tanulmányai félbeszakadtak. 1943-ban kezdett újra tanulni, majd a moszkvai Központi Zeneiskolában tanult és 1948-ba mutatkozott be a közönség előtt. Tanulmányait 1949 és 1955 között a Moszkvai Konzervatóriumban folytatta és ez idő alatt nemzetközi versenyeket nyert, így például Budapesten vagy Poznańban. 1958-ban csatlakozott a konzervatóriumhoz mint apja segédje, majd 1965-től önálló tanárként. 1996-ban a Brüsszeli Királyi Konzervatórium professzora lett.
Pályafutása során gyakran lépett fel európai és amerikai koncerteken, gyakran apjával, feleségével Natalja Zercalova zongoraművésszel, vagy fiával, a szintén hegedűművész Valeríjjel közösen.